# AFL - Division III 2021
La AFL Division III 2021 sarà la 10ª edizione del campionato di football americano di quarto livello, organizzato dalla AFBÖ.
I Wörgl Warriors si sono ritirati a calendario emesso, pertanto hanno perso tutti gli incontri 35-0 a tavolino.

## Squadre partecipanti
| Club                  | Città               | Stadio | Sponsor ufficiale | Risultato nella stagione 2020 |
| --------------------- | ------------------- | ------ | ----------------- | ----------------------------- |
| Asperhofen Blue Hawks | Asperhofen          |        |                   |                               |
| Carinthian Eagles     | Villaco             |        |                   |                               |
| Carnuntum Legionaries | Bruck an der Leitha |        |                   |                               |
| Gladiators Ried       | Ried im Innkreis    |        |                   |                               |
| Gmunden Rams          | Gmunden             |        |                   |                               |
| Styrian Reavers       | Tillmitsch          |        |                   |                               |
| Weinviertel Spartans  | Mistelbach          |        |                   |                               |
| Wörgl Warriors        | Wörgl               |        | Vertex            |                               |

## Stagione regolare

### Calendario

#### 1ª giornata
| Ried im Innkreis 28 agosto 2021, ore 14:00 | Gladiators Ried | 21 – 12 (6-0 8-0 0-0 7-12) referto | Gmunden Rams | Coloseum Noricum |

| Schwadorf 28 agosto 2021, ore 15:00 | Carnuntum Legionaries | 48 – 0 (7-0 14-0 21-0 6-0) referto | Weinviertel Spartans | Richard-Gebert-Sportanlage |

| 29 agosto 2021, ore 14:15 | Carinthian Eagles | 35 – 0 (a tavolino) referto | Wörgl Warriors |  |

| Heiligeneich 29 agosto 2021, ore 15:00 | Asperhofen Blue Hawks | 0 – 26 referto | Styrian Reavers | USV Atzenbrugg/Heiligeneich |

#### 2ª giornata
| 4 settembre 2021, ore 15:00 | Wörgl Warriors | 0 – 35 (a tavolino) referto | Gladiators Ried |  |

| Mistelbach 4 settembre 2021, ore 18:00 | Weinviertel Spartans | 33 – 27 (d.t.s.) referto | Asperhofen Blue Hawks | WeiSwo Field |

| Tillmitsch 5 settembre 2021, ore 14:00 | Styrian Reavers | 7 – 35 (0-0 7-7 0-21 0-7) referto | Carnuntum Legionaries | Tillmitsch Sportplatz |

| Gmunden 5 settembre 2021, ore 14:00 | Gmunden Rams | 24 – 14 (0-14 17-0 0-0 7-0) referto | Carinthian Eagles | SEP-Arena |

#### 3ª giornata
| 11 settembre 2021, ore 15:00 | Wörgl Warriors | 0 – 35 (a tavolino) referto | Gmunden Rams |  |

| Tillmitsch 12 settembre 2021, ore 14:00 | Styrian Reavers | 23 – 0 | Weinviertel Spartans | Tillmitsch Sportplatz |

| Villaco 12 settembre 2021, ore 14:15 | Carinthian Eagles | 3 – 21 | Gladiators Ried | Sportzentrum Landskron |

| Heiligeneich 12 settembre 2021, ore 15:00 | Asperhofen Blue Hawks | 6 – 40 | Carnuntum Legionaries | USV Atzenbrugg/Heiligeneich |

#### 4ª giornata
| Ried im Innkreis 25 settembre 2021, ore 14:00 | Gladiators Ried | 42 – 0 (14-0 14-0 7-0 7-0) referto | Carinthian Eagles | Coloseum Noricum |

| Schwadorf 25 settembre 2021, ore 15:00 | Carnuntum Legionaries | 28 – 7 (7-0 14-0 7-7 0-0) referto | Asperhofen Blue Hawks | Richard-Gebert-Sportanlage |

| 26 settembre 2021, ore 14:00 | Gmunden Rams | 35 – 0 (a tavolino) referto | Wörgl Warriors |  |

| Mistelbach 26 settembre 2021, ore 15:00 | Weinviertel Spartans | 7 – 31 (0-0 7-21 0-10 0-0) referto | Styrian Reavers | WeiSwo Field |

#### 5ª giornata
| 3 ottobre 2021, ore 11:30 | Wörgl Warriors | 0 – 35 (a tavolino) referto | Carinthian Eagles |  |

| Ragnitz 3 ottobre 2021, ore 14:00 | Styrian Reavers | 47 – 7 (14-0 14-7 9-0 10-0) referto | Asperhofen Blue Hawks | Julius-Meinl Stadion |

| Gmunden 3 ottobre 2021, ore 14:00 | Gmunden Rams | 12 – 13 (6-0 0-7 0-0 6-6) referto | Gladiators Ried | SEP-Arena |

| Mistelbach 3 ottobre 2021, ore 15:00 | Weinviertel Spartans | 13 – 45 (7-7 0-21 6-7 0-10) referto | Carnuntum Legionaries | WeiSwo Field |

#### 6ª giornata
| 9 ottobre 2021, ore 14:00 | Gladiators Ried | 35 – 0 (a tavolino) referto | Wörgl Warriors |  |

| Schwadorf 9 ottobre 2021, ore 15:00 | Carnuntum Legionaries | 3 – 17 (3-0 0-10 0-0 0-7) referto | Styrian Reavers | Richard-Gebert-Sportanlage |

| Villaco 10 ottobre 2021, ore 14:15 | Carinthian Eagles | 0 – 20 referto | Gmunden Rams | Sportzentrum Landskron |

| Heiligeneich 10 ottobre 2021, ore 15:00 | Asperhofen Blue Hawks | 7 – 12 referto | Weinviertel Spartans | USV Atzenbrugg/Heiligeneich |

### Classifica
La classifica della regular season è la seguente:
- PCT = percentuale di vittorie, G = partite giocate, V = partite vinte,  P = partite perse, PF = punti fatti, PS = punti subiti

#### Conference A
| Pos. | Squadra               | PCT  | G | V | N | P | PF  | PS  |
| ---- | --------------------- | ---- | - | - | - | - | --- | --- |
| 1    | Carnuntum Legionaries | .833 | 6 | 5 | 0 | 1 | 199 | 50  |
| 2    | Styrian Reavers       | .833 | 5 | 5 | 0 | 1 | 151 | 52  |
| 3    | Weinviertel Spartans  | .333 | 6 | 2 | 0 | 4 | 65  | 181 |
| 4    | Asperhofen Blue Hawks | .000 | 6 | 0 | 0 | 6 | 54  | 186 |

#### Conference B
| Pos. | Squadra           | PCT   | G | V | N | P | PF  | PS  |
| ---- | ----------------- | ----- | - | - | - | - | --- | --- |
| 1    | Gladiators Ried   | 1.000 | 6 | 6 | 0 | 0 | 167 | 27  |
| 2    | Gmunden Rams      | .667  | 6 | 4 | 0 | 2 | 138 | 48  |
| 3    | Carinthian Eagles | .333  | 6 | 2 | 0 | 4 | 87  | 107 |
| -    | Wörgl Warriors    | .000  | 6 | 0 | 0 | 6 | 0   | 210 |

## Playoff

### Tabellone
|  | Semifinali | Semifinali            | Semifinali |                 |    | XVII Challenge Bowl   | XVII Challenge Bowl | XVII Challenge Bowl |  |
|  |            |                       |            |                 |    |                       |                     |                     |  |
|  | 1A         | Carnuntum Legionaries | 24         |                 |    |                       |                     |                     |  |
|  | 1A         | Carnuntum Legionaries | 24         |                 |    |                       |                     |                     |  |
|  | 2B         | Gmunden Rams          | 7          |                 |    |                       |                     |                     |  |
|  | 2B         | Gmunden Rams          | 7          |                 | 1A | Carnuntum Legionaries | 16                  |                     |  |
|  |            |                       |            |                 | 1A | Carnuntum Legionaries | 16                  |                     |  |
|  |            |                       | 1B         | Gladiators Ried | 17 |                       |                     |                     |  |
|  | 1B         | Gladiators Ried       | 1B         | Gladiators Ried | 17 | 15                    |                     |                     |  |
|  | 1B         | Gladiators Ried       |            |                 |    |                       |                     |                     |  |
|  | 2A         | Styrian Reavers       | 7          |                 |    |                       |                     |                     |  |

### Semifinali
| Ried im Innkreis 23 ottobre 2021, ore 14:00 | Gladiators Ried | 15 – 7 (9-0 6-0 0-7 0-0) referto | Styrian Reavers | Coloseum Noricum |

| Schwadorf 23 ottobre 2021, ore 15:00 | Carnuntum Legionaries | 24 – 7 (0-0 7-0 7-7 10-0) referto | Gmunden Rams | Richard-Gebert-Sportanlage |

### XVII Challenge Bowl
| Schwadorf 6 novembre 2021, ore 14:00 | Carnuntum Legionaries | 16 – 17 (6-0 3-0 0-0 7-17) referto | Gladiators Ried | Richard-Gebert-Sportanlage |

## Verdetti
- Gladiators Ried Vincitori dell'AFL Division III 2021